# Irving Rapper
Irving Rapper (Londres, 16 de janeiro de 1898 — Los Angeles, 20 de dezembro de 1999) foi um cineasta estadunidense de origem inglesa. O trabalho mais conhecido de Rapper foi A Estranha Passageira estrelado por Bette Davis para a Warner Bros., o estúdio que o empregou do final da década de 1930 até 1947.